# Asenati Taylor
Asenati Lole-Taylor (Samoa, 1962), coneguda com a Asenati Taylor, és una política neozelandesa i diputada de la Cambra de Representants de Nova Zelanda des de les eleccions de 2011. És membre de Nova Zelanda Primer.

## Inicis
Taylor va néixer a Samoa el 1962 i va immigrar a Nova Zelanda quan tenia 17 anys. Va estudiar a la Universitat d'Auckland i va treballar pel Ministeri de Justícia entre 1987 i 1996. Treballà per un servei del govern neozelandès per a rehabilitar drogoaddictes entre 1996 i 1997. Entre el 1997 i 1999 treballà pel Departament de Salut Pública d'Auckland i entre el 2000 i 2006 pel consell de la ciutat d'Auckland. A més, treballà pel Ministeri de Correccions entre 2006 i 2011.
Fou candidata pel Partit Laborista per a la circumscripció electoral de Tamaki-Maungakiekie en les eleccions locals de 2007 a Auckland.

## Diputada
| Parlament de Nova Zelanda |      |                |        |           |
| Anys                      | Leg. | Circumscripció | Llista | Partit    |
| 2011-actualitat           | 50   | Llista         | 8      | NZ Primer |

En les eleccions generals de 2008 Taylor fou candidata per Nova Zelanda Primer en la circumscripció electoral de Maungakiekie on quedà en sisè lloc d'onze candidats amb l'1,85% del vot. Al no passar la barrera electoral del 5% el seu partit, Taylor no fou elegida. Es trobava setena en la llista electoral de Nova Zelanda Primer.
Per a les eleccions de 2011 fou candidata a Manukau East. Allí quedà en tercer lloc amb el 3,97% del vot. Al rebre el 6,59% del vot el seu partit i trobar-se vuitena en la llista electoral, Taylor fou elegida com a diputada de llista.

## Vida personal
Taylor està casada i té tres fills.